# Философия Австро-Венгрии

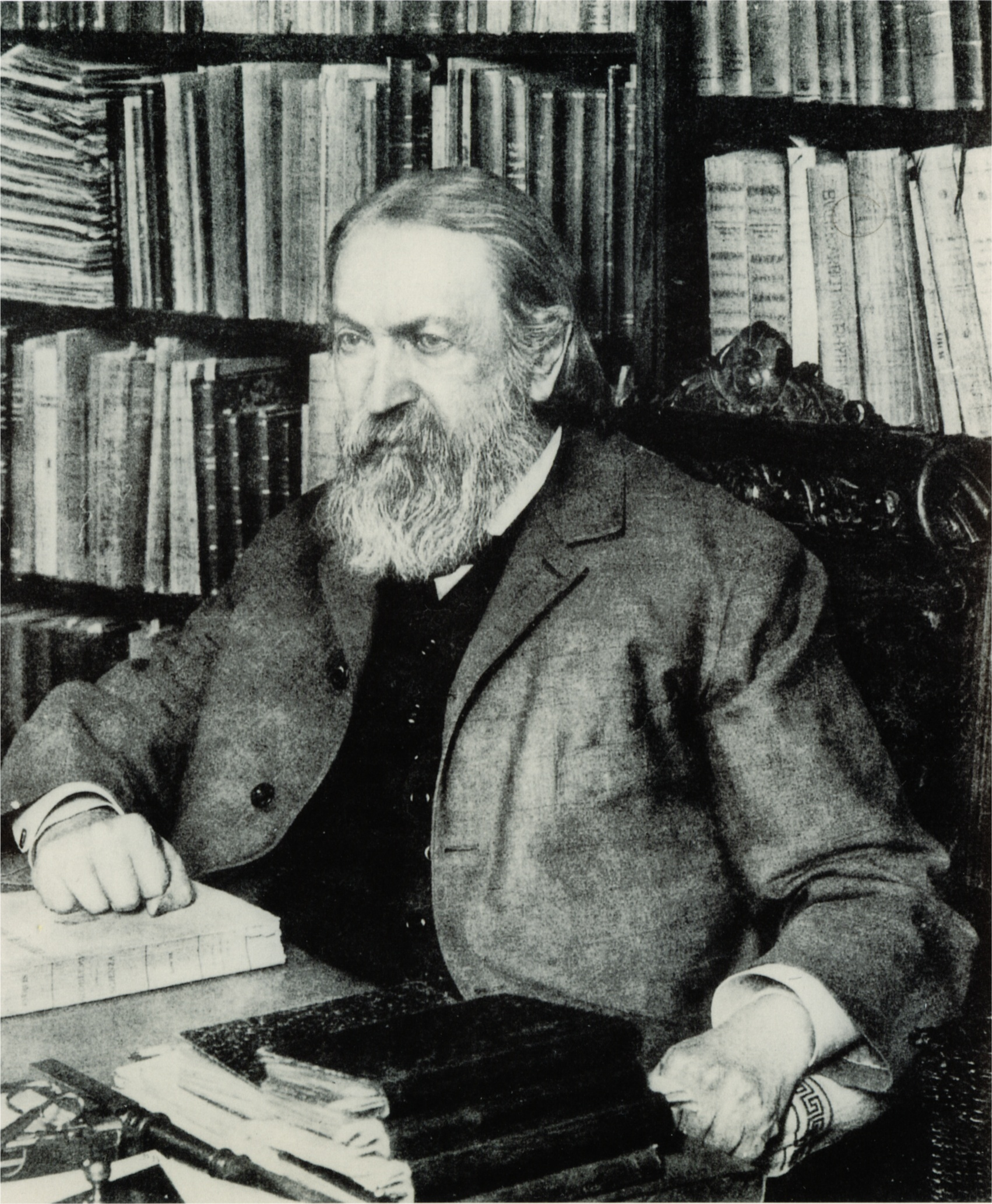
Эрнст Мах — крупнейший философ Австро-Венгрии

Философия Австро-Венгрии представляет собой часть интеллектуальной культуры Австро-Венгрии, существовавшей с 1867 по 1918 год. 
Языком написания философских трудов был немецкий язык, однако философия Австро-Венгрии по ряду моментов существенно отличалась от немецкой. Если Германии был свойственен мистицизм, идеализм (Немецкий идеализм), национализм и трансцендентализм, то в Австро-Венгрии процветал материализм (австромарксизм), эмпиризм (махизм), интернационализм (австрославизм) и психологизм (фрейдизм).
Особенности философии Австро-Венгрии вытекают из неоднородности немецкоязычного мира, вследствие которой Австрия решительно отказалась участвовать в объединении Германии XIX века, что вызвало австро-прусскую войну. Исторически Австрия имела больше связей со славянской Чехией (Богемией), нежели Северной Германией. Этому способствовал кельтский субстрат обеих стран. В дальнейшем позитивизм роднил философию Австро-Венгрии больше с Францией и Великобританией, нежели с Германией. Традиции противостояния с Османской империей и католическое исповедание позволяли Австро-Венгрии осознавать общеевропейский интерес и не замыкаться в этнонационализме.
После распада Австро-Венгрии её философия продолжала оказывать свою влияние на австрийскую (венский кружок), чешскую, венгерскую, хорватскую (в т.ч. югославская школа праксиса) и даже польскую философии (львовско-варшавская школа). В противостоянии с австромарксизмом формировался российский ленинизм.